# Krucifix (Brandýs nad Orlicí)
Krucifix v Brandýse nad Orlicí je vysoký klasicistní pískovcový krucifix z roku 1817. Byl vyroben v mladší generaci dílny Mielnických z Vamberka a nalézá se u paty přístupového schodiště ke kostelu Nanebevstoupení Páně v městě Brandýs nad Orlicí v okrese Ústí nad Orlicí. Krucifix je od roku 1958 chráněn jako součást nemovité kulturní památky ČR – kostela Nanebevstoupení Páně v Brandýse nad Orlicí.

## Popis
V mírném svahu na severní straně Komenského náměstí v Brandýse nad Orlicí při úpatí schodiště ke kostelu stojí podstavec s krucifixem orientovaným k náměstí. Krucifix vytváří se schodištěm, při němž se nachází, a s areálem kostela Nanebevstoupení Páně hodnotný prvek v centru města.
Na třech pískovcových schodech stojí nízký hranolový, nahoře profilováním okosený podstavec s vypouklou čelní stranou ozdobenou vytesaným rámečkem.
Na podstavci stojí užší pilíř ozdobený po stranách volutami, čela dolních i horních volutových závitů jsou zdobena reliéfy květin. Pilíř je nahoře zakončený vzhůru obloukovitě prohnutou profilovanou římsou s medailonem s písmeny IHS ve vzepjetí oblouku. Vypouklou čelní stranu pilíře zdobí reliéf Panny Marie Bolestné se sepjatýma rukama a květinovou girlandou nad hlavou.
Na římse stojí vlastní kříž s tělem ukřižovaného Krista, přepásaného bederní rouškou. Rozšířená pata kříže je reliéfně zdobena rostlinnými motivy. Nad hlavou Krista, na kříži, je vyvedena tabulka s nápisem INRI.